# Gare de Heist-op-den-Berg
La gare de Heist-op-den-Berg ou gare de Heist-sur-la-Montagne (en néerlandais : station Heist-op-den-Berg) est une gare ferroviaire belge de la ligne 16, de Lierre à Aarschot située dans sur la commune de Heist-op-den-Berg, dans la province d'Anvers en Région flamande.
C'est une gare de la Société nationale des chemins de fer belges (SNCB) desservie par des trains InterCity (IC), Omnibus (L) et d'Heure de pointe (P).

## Situation ferroviaire
La gare d'Heist-op-den-Berg est située au point kilométrique (PK) 13.6 de la ligne 16, de Lierre à Aarschot entre les gares ouvertes de Berlaar et de Booischot.

## Histoire
La gare de Heist-op-den-Berg a été ouverte le 10 juin 1864. par la compagnie du Grand Central Belge le jour de l'inauguration de la ligne de Lierre à Aarschot (actuelle ligne 16).
Le bâtiment de la gare, construit par le Grand Central, était identique à celui de la gare de Boechout, classé au patrimoine architectural. Ce bâtiment, qui avait été agrandi au cours du temps, fut remplacé en 1973 par un bâtiment moderne en béton, à toit plat avec une armature extérieure. Ce dernier est toujours utilisé.
Un pont routier en courbe enjambant directement les quais a remplacé l'ancien passage à niveau de la gare.
En 2010, les quais de la gare ont été surhaussés.

## Service des voyageurs

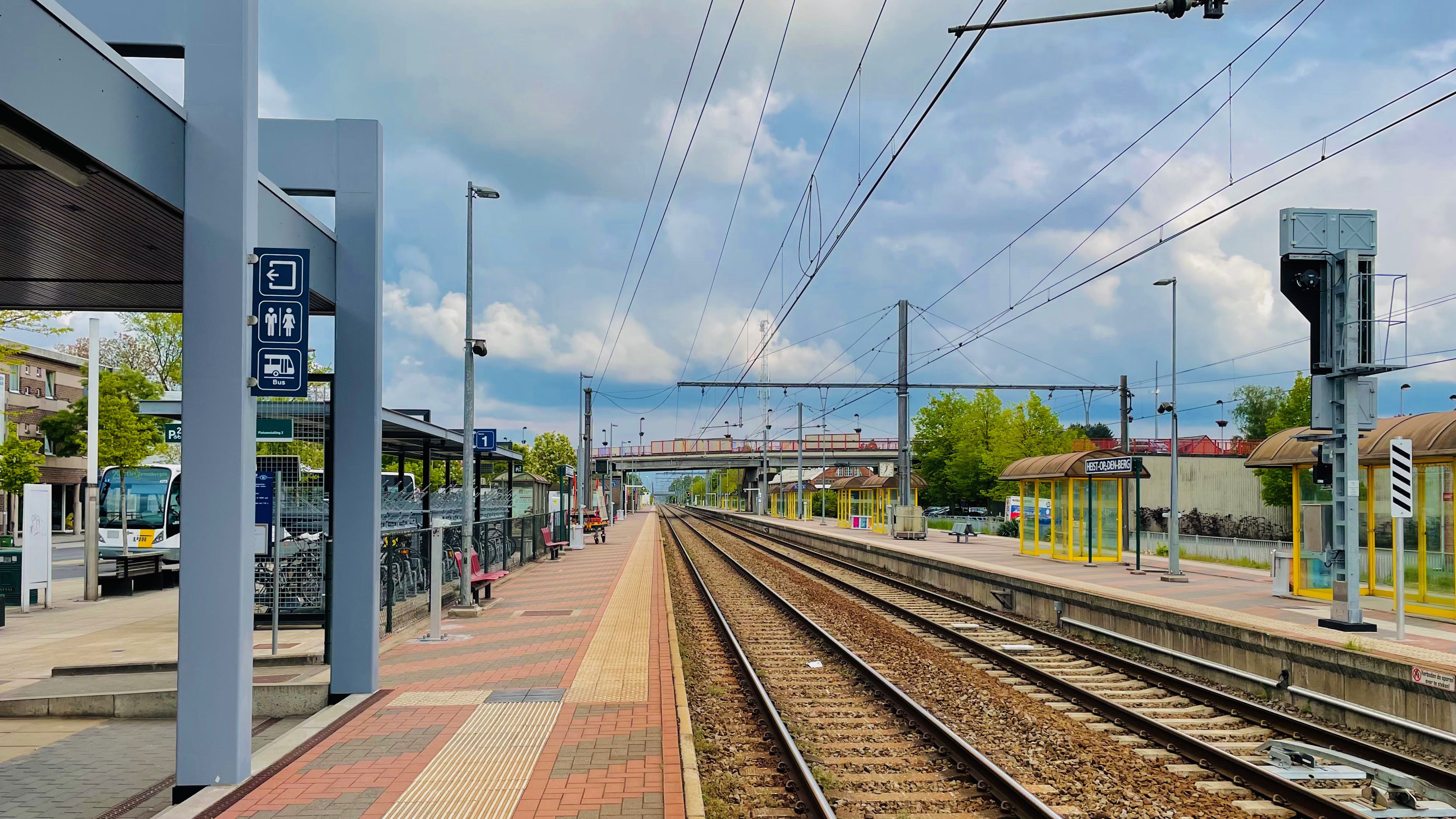
Quais de la gare

### Accueil
Gare SNCB, elle dispose d'un bâtiment munis de guichets et d'un automate pour la vente des billets. Un parking pour les voitures et une aire de parcage pour les vélos se trouvent à proximité. Les quais sont accessibles par un tunnel sous voies.

### Desserte
Heist-op-den-Berg est desservie par des trains InterCity (IC), Omnibus (L) et d'Heure de pointe (P) de la SNCB circulant sur la ligne commerciale 15 : Anvers - Lierre - Mol - Hasselt (voir brochure SNCB de la ligne 15).
En semaine, la desserte est constituée de trois relations cadencées à l'heure : des trains IC-09 entre Anvers-Central et Louvain, via Aarschot ; des trains IC-15 entre Anvers-Central et Hasselt via Diest et des trains L reliant Anvers-Central à Louvain, via Aarschot. Plusieurs trains supplémentaires circulent également en heure de pointe : trois trains P de Aarschot à Anvers-Central (le matin, dans l’autre sens l’après-midi) et un unique train P de Louvain à Anvers-Central via Aarschot (le matin).
Les week-end et jours fériés, il existe deux dessertes régulières : les trains IC-09, circulant entre Anvers-Central et Liège-Guillemins via Aarschot et Tongres (sans desservir Louvain) et les trains L Anvers-Central - Louvain.

## Comptage voyageurs
Ce graphique et tableau montre le nombre de voyageurs embarquant en moyenne durant la semaine, le samedi et le dimanche.
| Nombre de passagers qui embarquent à la gare de Heist-op-den-Berg | Nombre de passagers qui embarquent à la gare de Heist-op-den-Berg | Nombre de passagers qui embarquent à la gare de Heist-op-den-Berg | Nombre de passagers qui embarquent à la gare de Heist-op-den-Berg |
|                                                                   | Semaine                                                           | Samedi                                                            | Dimanche                                                          |
| ----------------------------------------------------------------- | ----------------------------------------------------------------- | ----------------------------------------------------------------- | ----------------------------------------------------------------- |
| 1977                                                              | 939                                                               | 125                                                               | 131                                                               |
| 1978                                                              | 895                                                               | 155                                                               | 150                                                               |
| 1979                                                              | 887                                                               | 130                                                               | 92                                                                |
| 1980                                                              | 904                                                               | 136                                                               | 115                                                               |
| 1981                                                              | 1 082                                                             | 263                                                               | 232                                                               |
| 1982                                                              | 1 002                                                             | 307                                                               | 206                                                               |
| 1983                                                              | 932                                                               | 214                                                               | 230                                                               |
| 1984                                                              | 1 112                                                             | 279                                                               | 228                                                               |
| 1985                                                              | 1 038                                                             | 217                                                               | 192                                                               |
| 1986                                                              | 1 076                                                             | 362                                                               | 241                                                               |
| 1987                                                              | 1 087                                                             | 376                                                               | 262                                                               |
| 1988                                                              | 1 252                                                             | 402                                                               | 303                                                               |
| 1989                                                              | 1 219                                                             | 381                                                               | 337                                                               |
| 1990                                                              | 1 112                                                             | 371                                                               | 313                                                               |
| 1991                                                              | 1 108                                                             | 365                                                               | 290                                                               |
| 1992                                                              | 1 110                                                             | 357                                                               | 341                                                               |
| 1993                                                              | 1 249                                                             | 505                                                               | 339                                                               |
| 1994                                                              | 1 285                                                             | 444                                                               | 491                                                               |
| 1995                                                              | 1 178                                                             | 591                                                               | 372                                                               |
| 1996                                                              | 1 283                                                             | 466                                                               | 350                                                               |
| 1997                                                              | 1 286                                                             | 537                                                               | 425                                                               |
| 1998                                                              | 1 268                                                             | 408                                                               | 339                                                               |
| 1999                                                              | 1 148                                                             | 412                                                               | 346                                                               |
| 2000                                                              | 1 204                                                             | 498                                                               | 474                                                               |
| 2001                                                              | 1 196                                                             | 466                                                               | 416                                                               |
| 2002                                                              | 1 139                                                             | 475                                                               | 535                                                               |
| 2003                                                              | 1 276                                                             | 512                                                               | 416                                                               |
| 2004                                                              | 1 307                                                             | 536                                                               | 451                                                               |
| 2005                                                              | 1 521                                                             | 561                                                               | 504                                                               |
| 2006                                                              | 1 456                                                             | 554                                                               | 586                                                               |
| 2007                                                              | 1 526                                                             | 677                                                               | 768                                                               |
| 2008                                                              | -                                                                 | -                                                                 | -                                                                 |
| 2009                                                              | 1 684                                                             | 804                                                               | 625                                                               |
| 2010                                                              | -                                                                 | -                                                                 | -                                                                 |
| 2011                                                              | -                                                                 | -                                                                 | -                                                                 |
| 2012                                                              | 1 743                                                             | 732                                                               | 663                                                               |
| 2013                                                              | 1 766                                                             | 908                                                               | 703                                                               |
| 2014                                                              | 1 770                                                             | 790                                                               | 652                                                               |
| 2015                                                              | 1 529                                                             | 683                                                               | 730                                                               |
| 2016                                                              | 1 695                                                             | 703                                                               | 685                                                               |
| 2017                                                              | 1 785                                                             | 865                                                               | 734                                                               |
| 2018                                                              | 1 796                                                             | 914                                                               | 793                                                               |
| 2019                                                              | 1 744                                                             | 896                                                               | 762                                                               |
| 2020                                                              | 1 133                                                             | 578                                                               | 607                                                               |
| 2021                                                              | -                                                                 | -                                                                 | -                                                                 |
| 2022                                                              | 1 957                                                             | 988                                                               | 925                                                               |
| 2023                                                              | 1 805                                                             | 1 027                                                             | 841                                                               |
| 2024                                                              | 1 917                                                             | 903                                                               | 823                                                               |